# Pseudaulonium carinatum
Pseudaulonium carinatum là một loài bọ cánh cứng trong họ Zopheridae. Loài này được Dajoz miêu tả khoa học năm 1984.